# Пліцгаузен
Пліцгаузен (нім. Pliezhausen) — громада в Німеччині, знаходиться в землі Баден-Вюртемберг. Підпорядковується адміністративному округу Тюбінген. Входить до складу району Ройтлінген.
Площа — 17,31 км2. Населення становить 9786 ос. (станом на 31 грудня 2020).

## Галерея

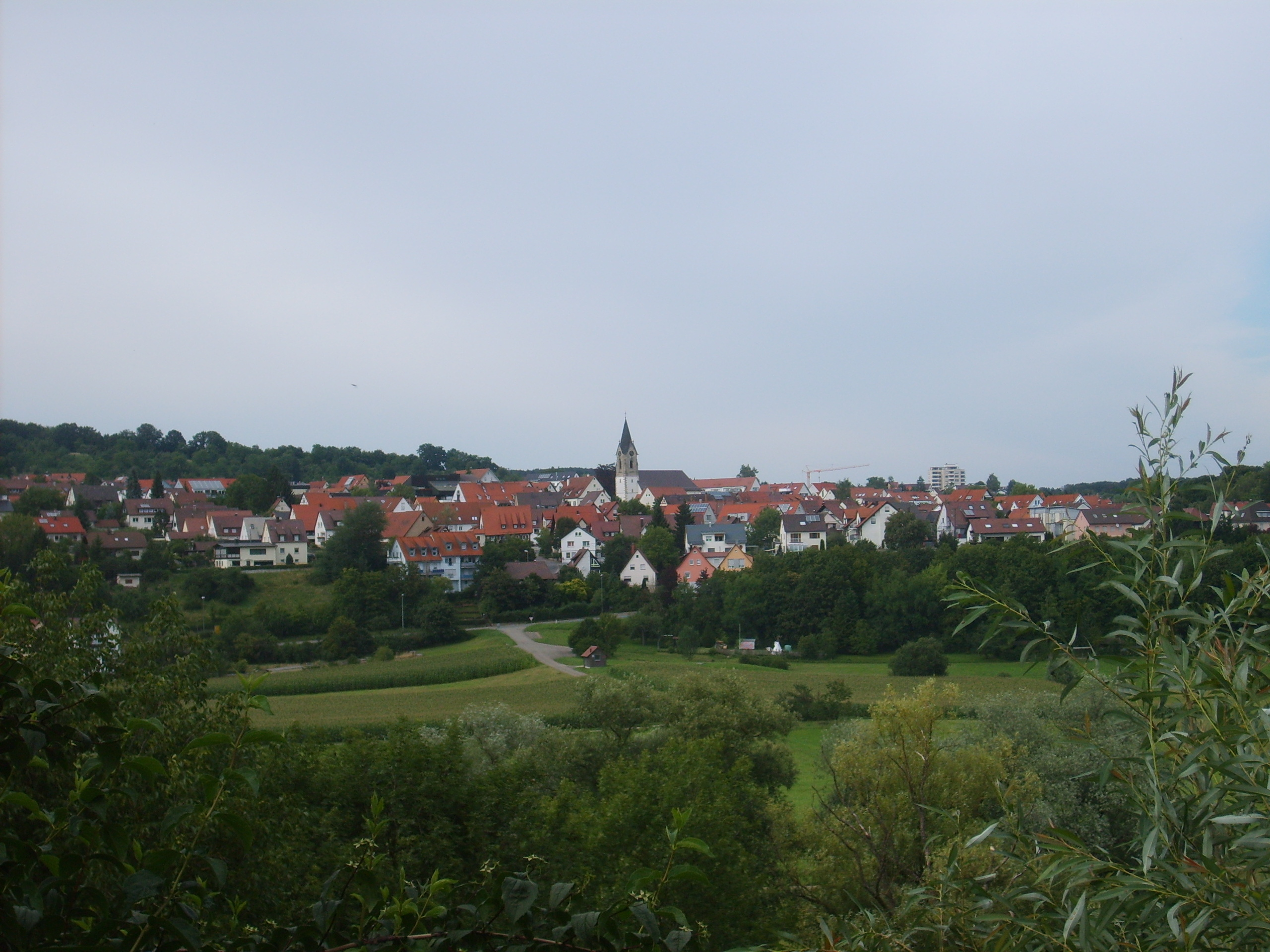
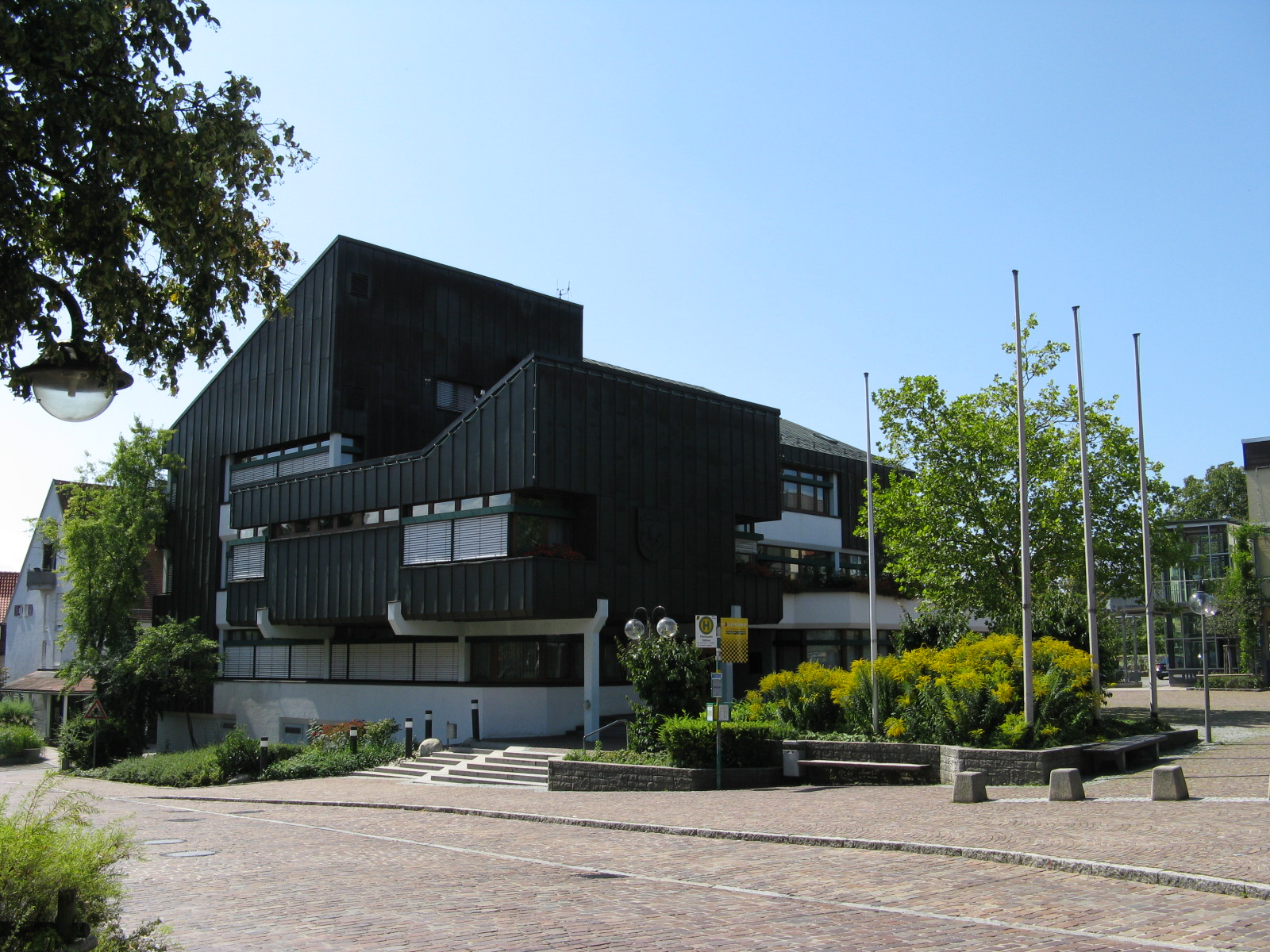
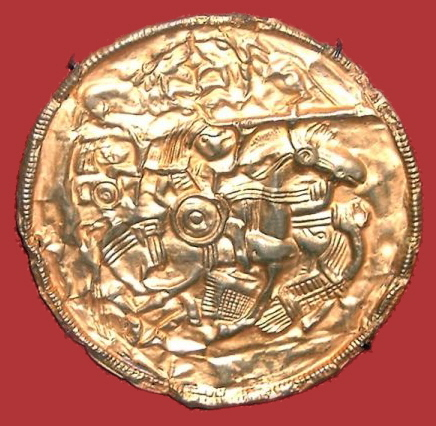
Reiterscheibe Пліцгаузена
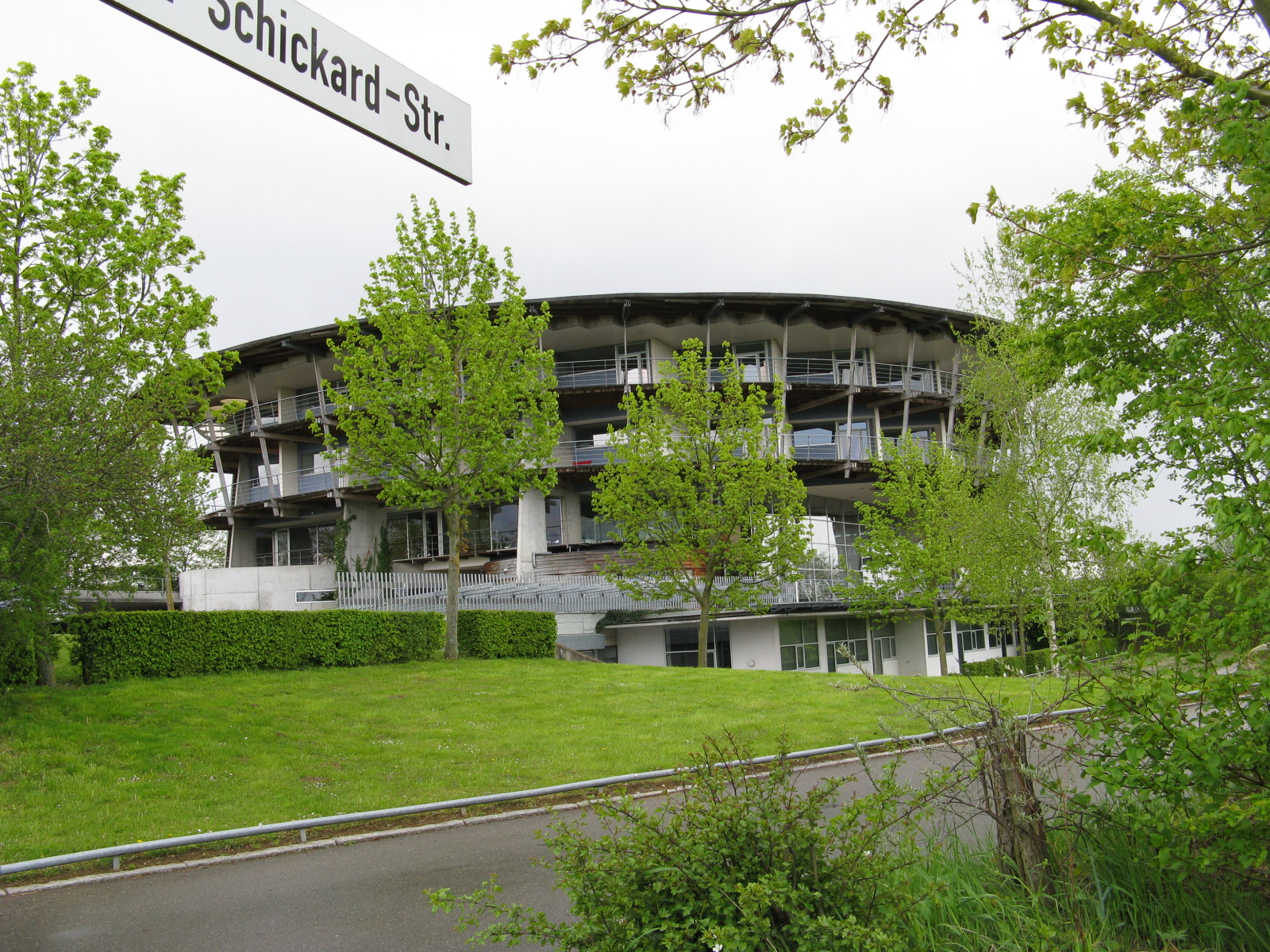